# Іштван Натон
Іштван Натон (угор. István Náthon; 23 травня 1942, Ваясваті — 30 квітня 2015, Будапешт) — угорський дипломат. Постійний представник Угорщини при Організації Об'єднаних Націй (1994—1997).

## Життєпис
Народився 23 травня 1942 року у Ваясваті. Після закінчення середньої школи, отримав економічну освіту.
З 1966 року почав працювати економістом в Департаменті міжнародних організацій Міністерства закордонних справ Угорщини. У 1970 році був призначений аташе Постійного представництва при ООН в Нью-Йорку, а потім третім секретарем. Одночасно захистив докторську дисертацію з економіки (1970). Повернувшись з Нью-Йорка, він знову обіймав посаду головного доповідача в Департаменті закордонних справ, а потім отримав іншу дипломатичну посаду зовнішньоекономічної діяльності в Європейській економічній комісії ООН в Женеві.
Був заступником начальника відділу закордонних справ (1985—1989), а потім начальником відділу міжнародних економічних відносин (1989—1992). З 1993 по 1994 рік він працював інвестиційним директором у Wallis Holding. У 1994 - 1997 роках він був Постійним представником Угорщини при Організації Об'єднаних Націй в Нью-Йорку. Після повернення він відповідав за координацію використання програм міжнародної допомоги для Угорщини, а потім за національну координацію програми PHARE, будучи заступником державного секретаря в Офісі прем'єр-міністра.
Іштван Натон брав участь у Генеральній Асамблеї ООН (1969—1974, потім у 1979, та регулярно з 1985 по 1996 рік) та його участь у засіданнях Організації Об'єднаних Націй з промислового розвитку (ЮНІДО) та Економічної комісії ООН для Європи. Він був членом Консультативної ради Генерального секретаря ООН з питань інформаційних технологій. Варто підкреслити його професійну прихильність, коли він був особистим представником прем'єр-міністра Угорщини на Конференції глав держав і урядів з питань навколишнього середовища в Гаазі в 1990 році, а також коли він був головою угорської делегації на Всесвітній конференції ООН 1992 року.
З 2002 по 2010 рр. доцент, він викладав професійні предмети, пов'язані з економічною дипломатією, міжнародними організаціями та протоколом на кафедрі соціальних наук коледжу імені Яноша Кодолані для студентів спеціальності «Міжнародні відносини». У 2004 році він відіграв важливу роль у створенні Центру європейських досліджень у коледжі імені Яноша Кодолані, який був прийнятий як повноправний член Академічного консультативного комітету центрів європейських досліджень.
З 2010 року викладав професійні предмети, пов'язані з технікою, протоколом, а потім історією дипломатії в Інституті соціальних наук та міжнародних досліджень Будапештського коледжу комунікації та бізнесу. З цього року він також викладав предмет Дипломатичного протоколу англійською мовою в Міжнародній бізнес-школі.